# Зойфер, Юра
Юрий Вольфович Сойфер (нем. Jura Soyfer, 8 декабря 1912, Харьков — 16 февраля 1939, Бухенвальд, Германия) — австрийский драматург, поэт, журналист еврейского происхождения.

## Биография
Юрий Сойфер родился 25 ноября (по старому стилю) 1912 года в Харькове в семье мариупольского купца первой гильдии Вольфа Соломоновича Сойфера и Любови Александровны Сойфер. Успешный бизнес и торговлю строительными материалами «Торгового дома Владимир и Павел Сойфер» уничтожила Октябрьская революция.
В 1918 году, во время Гражданской войны, они оставляют Харьков и едут на юг России. Отступая вместе с «белой» ВСЮР, они сначала попадают в «белый» Ростов, затем в грузинский Тифлис, затем в оккупированный Антантой Константинополь и, наконец, в Вену.
Юрий не становится продолжателем дела отца. Наоборот, он вступает в социал-демократическую партию и становится страстным коммунистическим пропагандистом, поставив свой талант драматурга на службу левой идее.
В Вене 1920—1930-х годов получили массового распространения политические кабаре, на эстраде которых разыгрывались скетчи и спектакли на актуальные социальные темы. Ю. Зойфер — один из самых популярных авторов острых сцен, сатирических куплетов и песен. Памфлеты Ю. Зойфера публикуются в центральном органе австрийских «эсдеков» — газете «Arbeiter-Zeitung». О содержании их говорят заголовки: «Гитлер видит плохие сны», «О коричневая Вена», «Расистская любовная баллада», «Мелодичные часы Третьего рейха».
«Конец света», «Астория», «Винета» — это названия пьес Ю. Зойфера, действие в которых происходит в условных странах, придуманных автором городах. Содержание этих пьес — протест против насилия и несправедливости.
Творчество Юры Зойфера активно развивалась до тех пор, пока австрийская социал-демократическая партия действовала легально. Но после 1934 года деятельность «эсдеков» попала под запрет (Зойфе принял участие в вооружённом конфликте между левыми и правыми). Молодой драматург продолжал писать остро публицистические пьесы и куплеты. Он предполагал, что власть Гитлера и нацистов — не что-то временное, а угроза для человечества. Но он не мог не видеть слабость и непоследовательность лидеров австрийских социал-демократов. Закономерно, что его арестовывают, но он попадает под объявленную амнистию всем политическим заключенным Австрии.

## Попытка побега из Австрии, повторный арест и смерть
Зойфер решил покинуть Австрию и во время попытки нелегально перейти швейцарскую границу его вновь арестовывают. После ареста помещён в концентрационный лагерь Дахау, потом в Бухенвальд. «Песня о Дахау» Юры Зойфера стала лагерным гимном свободы.
Родным писателя удалось эмигрировать в США и они добились освобождения Юры Зойфера и его отъезда в Америку. Однако освободиться писателю было уже не суждено: Юра Зойфер умер от тифа.

## Творческое наследие и память
Театр Юры Зойфера снова популярен. Его пьесы ставят на сценах театров Австрии, Германии, Англии, США. В 90-е годы в Харьков приезжала австрийская актриса Дорис Хаубнер, которая разыгрывала перед зрителями инсценировки по произведениям Юры Зойфера. Сейчас в Австрии и Германии издано много книг, посвященных знаменитому харьковчанину.
Творческое наследие Юры Зойфера невелико: сборник «Стихи и репортажи», неопубликованный роман «Так умерла одна партия» (отрывки публиковались в нелегальной коммунистической газете «Фольксштимме»). В 1947 году увидела свет книга «От рая до гибели мира» — сборник пьес в жанре «маленькой драмы».
Театр-студия «Арабески» (Харьков) в 2007 в сотрудничестве с музыкальным коллективом Kharkiv Klezmer Band выпустил спектакль «Радиошансон — восемь историй про Юру Зойфера» (по текстам Сергея Жадана).
В 2020 году режиссёр Леонид Садовский выпускает спектакль «П’ять хвилин до нуля» («Пять минут до нуля») по мотивам пьесы «Конец света» в Харьковском национальном университете искусств имени И. П. Котляревского, в театре «Мастерская 55». В Каменск-Уральском театре драмы в том же году состоялась премьера пьесы Михаила Хейфеца «Кабаре „Астория“» написана по мотивам биографии Юры Зойфера.
В Харькове одна из центральных улиц носит имя Юры Зойфера (бывшая Анри Барбюса, переименована в рамках закона о декоммунизации в 2016 году).

## Семья
Двоюродный брат — Александр Миронович Сойфер (1906—1969), советский авиаконструктор.

## Книги на украинском языке
- Зойфер Ю. Астория и другие истории: Пьесы. Рассказы. Эссе / сост., пер., прим. и послесловие Петра Рыхло. — Черновцы: Молодой буковинец, 1996. — 160 с.
- Зойфер Юра. Конец света. Драмы и проза / сост., пер., післям. и прим. Петра Рыхло. — Черновцы: Книги — ХХІ, 2012. — 296 с.